# Francisco Vital
Francisco António Lucas Vital (nascut el 27 de juny de 1954) és un antic davanter i entrenador de futbol portuguès.

## Carrera com a jugador
Nascut a Braga, Vital va passar tota la seva carrera inicial a la segona divisió, principalment amb el GD Riopele. El 1977 va fitxar amb el FC Porto, va jugar de manera irregular pel club de la Primeira Liga durant les seves dues temporades i mitja i va guanyar dos campionats nacionals, contribuint amb els millors 21 partits de la seva carrera i cinc gols a la temporada 1978–79.
El gener de 1980, Vital es va traslladar a la Liga amb el Real Betis, la seva única experiència a l'estranger, tornant al seu país a l'estiu per unir-se al SL Benfica, amb qui va guanyar una altra lliga, així com una Copa de Portugal i una Supercopa nacional. Després de passar la campanya 1981–82 amb el Boavista FC va tornar al segon nivell, on va romandre fins a la seva jubilació als 33 anys, majoritàriament amb el FC Vizela.
Com a jugador del Porto, Vital va aparèixer una vegada per a Portugal, amb 45 minuts en la victòria a casa per 4-0 contra Xipre per a les eliminatòries de la Copa del Món de la FIFA de 1978 i va marcar el tercer.

## Carrera com a entrenador
Vital va treballar gairebé exclusivament a les lligues inferiors portugueses, la seva primera etapa va ser precisament amb el seu últim club, el Vizela. La 1997–98, la seva única temporada a la primera categoria, va ser un dels quatre entrenadors de l'Sporting CP -havia començat com a ajudant de l'equip- va guanyar un partit, n'empatà dos i en va pedre un, i finalment els lleons van acabar quarts.
A la segona part de la dècada del 2000, Vital va entrenar principalment a Vietnam, ajudant al Đồng Tâm Long An FC a tornar a la V-League el 2012.